# دیکودارخلک
دیکودارخلک یک منطقهٔ مسکونی در ایران است که در بخش سردشت شهرستان دزفول در استان خوزستان واقع شده‌است. دیکودارخلک ۲۰ نفر جمعیت دارد.

## جمعیت
این روستا در دهستان احمد فداله قرار دارد و براساس سرشماری مرکز آمار ایران در سال ۱۳۸۵، جمعیت آن ۲۰ نفر (۵ خانوار) بوده‌است.